# Moskvitch 401/420

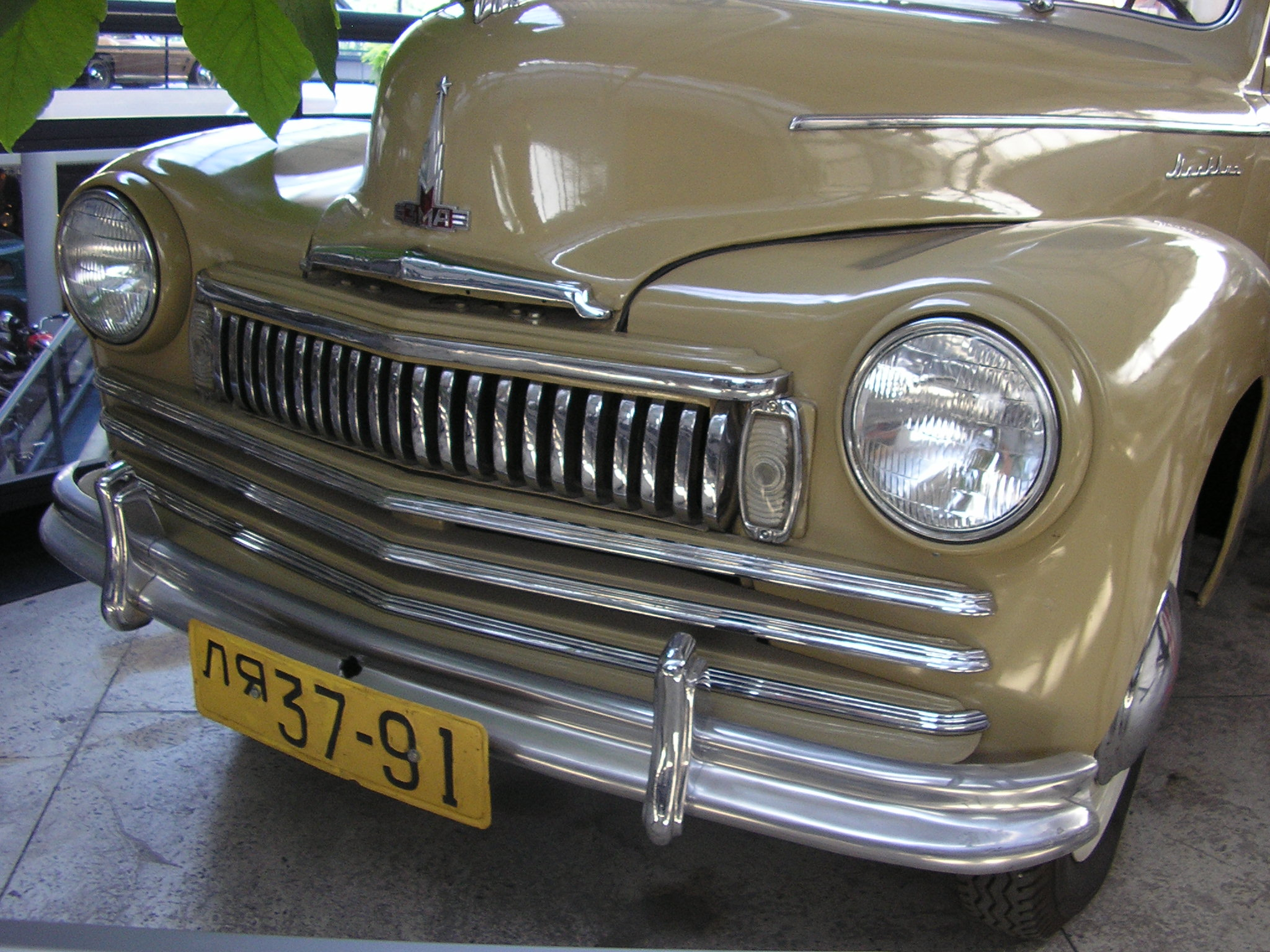
Moskvitch 401/430E.

El Moskvitch 401 era un automóvil de la Unión Soviética fabricado por Moskvitch en 1945 que está basado en el Opel Kadett K38. Después de la Segunda Guerra Mundial, los soviéticos trajeron consigo desde Alemania la fábrica entera de Opel, con los coches en 59 vagones, incluso trajeron los excusados de los trabajadores. En 1948, también fueron exportados.
El vehículo pesa alrededor de 880 kg, tiene un motor L4 de 26 hp con 1064 cc de cilindrada y una velocidad máxima de 90 km/h. La producción terminó en 1956 cuando fue reemplazado por el Moskvitch 402
- Datos: Q3492805
- Multimedia: Moskvich-401 / Q3492805